# 1962年の宝塚歌劇公演一覧
本項目では、1962年の宝塚歌劇公演一覧（1962ねんのたからづかかげきこうえんいちらん）について示す。

## 一覧
（）内は、作者または演出者名。

### 宝塚公演

#### 雪組
- 1月1日 - 1月31日　宝塚大劇場
  - 『火の島』（郷土芸能研究会　構成、渡辺武雄　演出、川井秀幸　脚本）
  - 『絢爛たる休日』（内海重典）

#### 花組
- 2月3日 - 2月27日　宝塚大劇場
  - 『春の饗宴(宝塚歌劇)』（菅沼潤）
  - 『レ・ガールス』（横澤英雄）

#### 月組
- 3月1日 - 3月22日　宝塚大劇場
  - 『踊珠曼茶羅』（鴨川清作）
  - 『レ・ガールス』（横澤英雄）

#### 星組
- 3月24日 - 4月29日　宝塚大劇場
  - 『メイド・イン・ニッポン』（高木史朗）

#### 月組
- 5月1日 - 5月31日　宝塚大劇場
  - 『連獅子』（楳茂都陸平）
  - 『僕は君』（白井鐡造）

#### 花組
- 6月2日 - 7月1日　宝塚大劇場
  - 『おみね太鼓』（渡辺武雄　演出、杉本守　脚本・演出）
  - 『哀愁の巴里』（内海重典）

#### 雪組
- 7月3日 - 7月30日　宝塚大劇場
  - 『花のオランダ坂』（菊田一夫）
  - 『ナンバー・ワン』（横澤英雄）

#### 花組
- 8月1日 - 9月2日　宝塚大劇場
  - 『皇帝と魔女』（白井鐡造）

#### 星組
- 9月4日 - 9月30日　宝塚大劇場
  - 『嫁とり長者』（植田紳爾）
  - 『カチューシャ物語』（菊田一夫）

#### 雪組
- 10月2日 - 10月30日　宝塚大劇場
  - 『皇帝と魔女』（白井鐡造）

#### 月組
- 11月1日 - 11月28日　宝塚大劇場
  - 『花のみちのく』（郷土芸能研究会　構成、渡辺武雄　構成、川井秀幸　脚本）
  - 『皇太子の勲章』

#### 星・雪組
- 12月1日 - 12月27日　宝塚大劇場
  - 『白鳥と野ばら』（菅沼潤）
  - 『狐大名』（柴田侑宏）
  - 『あなたは追われている』（鴨川清作）

### 東京公演

#### 星組
- 1月1日 - 1月28日　東京宝塚劇場
  - 『フォルテで行こう』（横澤英雄）
  - 『剣豪と牡丹餅』（北條秀司）

#### 雪組
- 3月3日 - 3月29日　東京宝塚劇場
  - 『火の島』（郷土芸能研究会　構成、渡辺武雄　演出、川井秀幸　脚本）
  - 『灼熱のカリビア』（内海重典）

#### 花組
- 4月1日 - 4月25日　東京宝塚劇場
  - 『世はかげろうの物語』（宇野信夫）
  - 『幸せがいっぱい』（高木史朗）

#### 星組
- 7月4日 - 7月29日　東京宝塚劇場
  - 『メイド・イン・ニッポン』（高木史朗）

#### 月組
- 8月1日 - 8月28日　東京宝塚劇場
  - 『おどり曼陀羅<踊珠曼荼羅・改題>』（鴨川清作）
  - 『レ・ガールス』（横澤英雄）

#### 花・星組
- 11月2日 - 11月26日　東京宝塚劇場
  - 『姫蜘蛛』（白井鐡造）
  - 『タカラジェンヌに栄光あれ』（高木史朗）

### 宝塚・東京以外の公演

#### 雪組
- 2月25日・26日　長岡
  - 『棒しばり』（水田茂）
  - 『シャンソン・ド・パリ』（高木史朗）

#### 月組
- 3月25日 - 4月1日　名古屋・名鉄ホール
  - 『清姫』（菅沼潤）
  - 『レ・ガールス』（横澤英雄）

#### 雪組
- 4月21日 - 4月24日　岡山
  - 『河童のあまっこ』（柴田侑宏）
  - 『棒しばり』（水田茂）
  - 『シャンソン・ド・パリ』（高木史朗）

#### 特別
- 4月30日　大阪・毎日ホール
  - 『宝塚フェスティバル』

#### 星組
- 5月20日 - 5月25日　熊本
  - 『河童のあまっこ』（柴田侑宏）
  - 『二人袴』（錢谷信昭）
  - 『華麗なる千拍子』（高木史朗）

#### 雪組
- 6月5日・6日　京都市民会館
  - 『火の島』（郷土芸能研究会　構成）
  - 『灼熱のカリビア』（内海重典）

#### 星組
- 6月16日 - 6月24日　名古屋・名鉄ホール
  - 『メイド・イン・ニッポン』（高木史朗）

#### 花組
- 9月8日・9日　姫路
  - 『おみね太鼓』（渡辺武雄　演出）
  - 『レ・ガールス』（横澤英雄）

- 9月25日 - 9月30日　長崎、熊本
  - 『日本の四季』
  - 『レ・ガールス』（横澤英雄）

#### 雪組
- 11月14日 - 11月20日　秋田、山形、仙台
  - 『かごしまおはら節』
  - 『河童のあまっこ』（柴田侑宏）
  - 『華麗なる千拍子』（高木史朗）